# محمد سالم سرور الصبان
محمد سالم سرور الصبان اقتصادي سعودي، من مواليد مكة المكرمة، تولى العديد من المناصب من بينها منصب كبير المستشارين الاقتصاديين لوزير البترول والثروة المعدنية في السعودية عام 1997، ويكتب عن شؤون الاقتصاد والبترول باستمرار في صحيفة عكاظ السعودية.

## النشأة والتعليم
- نشأ الصبان في مكة المكرمة وتلقى تعليمه الابتدائي والمتوسط والثانوي فيها، وتوفي والده وهو في السادسة عشرة من عمره.
- حاصل على درجة البكالوريوس في الاقتصاد بتقدير ممتاز من جامعة الملك عبد العزيز في جدة عام 1974م.
- حاصل على درجة الماجستير في الاقتصاد من جامعة جنوب كاليفورنيا بلوس أنجلوس بالولايات المتحدة الأمريكية عام 1979م.
- حاصل على درجة الدكتوراه في الاقتصاد من جامعة كولورادو عام 1983م.[2]

## العمل
- عيّن معيداً في جامعة الملك عبد العزيز في جدة عام 1975م.
- عمل أستاذاً للاقتصاد في جامعة الملك عبد العزيز بجدة من عام 1983م إلى عام 1996م.
- عمل مستشاراً غير متفرغ لوزير الصناعة والكهرباء من عام 1983م إلى عام 1986م.
- عمل مستشاراً غير متفرغ لوزير البترول والثروة المعدنية من عام 1987م إلى عام 1997م.
- انتقل بعدها للعمل كبيراً للمستشارين الاقتصاديين لوزير البترول والثروة المعدنية منذ عام 1997م.
- المفاوض الرئيسي للمملكة في إبرام اتفاقية الأمم المتحدة للمناخ منذ عام 1991م.
- المفاوض باسم المملكة في إبرام بروتوكول (كيوتو) في اليابان عام 1997م.
- رئيس وفد المملكة في مؤتمرات الأمم المتحدة للمناخ منذ عام 1997م.
- عضو مجلس الطاقة العالمي منذ عام 2000م.
- رأس المؤتمر الدولي الأول لآلية التنمية النظيفة الذي عقد في الرياض عام 2007م.
- رأس وفد المملكة إلى اجتماع القمة الذي عقد بمشاركة رؤساء خمس وعشرين دولة حول المناخ والطاقة في مدينة كوبنهاجن بالدنمارك عام 2009م.
- رأس المجموعة الآسيوية في الأمم المتحدة منذ عام 2009م.[3]
- وله حضور مستمر في وسائل الإعلام لمواكبة الأحداث الاقتصادية والنفطية والتعليق عليها.[4]

## محاضرات
- محاضرة (الطاقة والسعودية والربيع العربي) في جامعة هارفرد الأمريكية عام 2013.
- محاضرة (تقلبات أسعار النفط) ألقاها في نادي جدة الأدبي عام 2015م.[5]
- محاضرة (تطورات أسواق النفط واقتصادنا السعودي) ألقاها في منتدى الشيخ محمد صالح باشراحيل الثقافي عام 2019م.[6]
- محاضرة (تجربة نجاح: رحلتي من الجامعة إلى أسواق النفط العالمية) في غرفة مكة المكرمة عام 2019م.[7]

## المؤلفات
لعبة الملامة: الدول الصناعية ضد النفط. صدر باللغة الإنجليزية عام 2022.